# Sesioctonus longinoi
Sesioctonus longinoi är en stekelart som beskrevs av Michael J. Sharkey och Briceno 2005. Sesioctonus longinoi ingår i släktet Sesioctonus och familjen bracksteklar. Inga underarter finns listade i Catalogue of Life.